# サモコフ
サモコフ(Samokov、ブルガリア語: Са̀моков)は、ブルガリア南西部にあるソフィア州の町である。リラ山脈とヴィトシャ山の間の盆地に位置し、首都のソフィアから55mk離れている。冬季スポーツに適した立地であるため、近隣のボロヴェッツとともに観光地となっている。
かつては手工芸や絵画が盛んで、Zahari Zograf、Hristo Dimitrov、Nikola Obrazopisov等の著名な者もいた。町の名前は、各々「自己」を意味する言葉と「鍛冶場、ハンマー」を意味する言葉の複合語であり、また、水力による機械鍛造を意味するsamokovに由来する。これは、中世の時代には、この町が製鉄の中心地であったためである。

## 歴史
サモコフの創設は、14世紀にサクソン人鉱夫により鉱山街として始まったと考えられている。1455年に初めて言及され、1477年にはオスマン帝国により、Vlaychov Samokovとして登録された。サモコフからは、きめ細かく印象的な木彫りを作成し、美しいイコンを描き、ユニークな建築を構築するスキルが認められた当代最高の工匠、木彫師、建築家が何人か生まれている。実際、サモコフには、当時この地域で有名な3つの木彫り学校のうちの1つが所在していた（他の2つは、デバルとバンスコにあった）。彼らの作品は、バルカン半島中の多くの教会や文化施設で見ることができる。
16世紀から17世紀には、この地域での鉄抽出の中心地に成長し、西洋の旅行者は「かなり大きな都市」と記している。1565年から翌年までの間に、サモコフからベルグラードに2万個の蹄鉄と3万本の釘が送られた。ポモリエ等の黒海沿岸の造船所向けの錨等の材料の生産も行っていた。木材産業も発達していて、1573年には、メッカに300本の梁を輸出した。

## スポーツ
バスケットボール、バレーボール、ボクシング、レスリング、柔道等のための近代的な大きな体育館が2008年3月8日に開館した。
その費用は1600万レフと見積もられている。クロスカントリーコース、小さなアルペンヒル、スノーボードパークを供えたスキー場もある。また、ブルガリア唯一のスキージャンプ台であるChernia kosもサモコフにある。K点40mのかなり小さなジャンプ台で、45mまでジャンプできる。また非常に古く、改修が必要である。PFC リルスキ・スポルティスト・サモコフという地元のサッカーチームがある。

## 気候
ケッペンの気候区分ではDfbとなる湿潤大陸性気候で、年平均気温は、約9℃である。リラ山脈麓の標高950mであることと、大陸性の地中海性気候に近接していることの両方が、気候の形成の強い要因となっている。
夏は非常に暑く、日が照って乾燥してることもあれば、温かく湿気の多いこともある。一方、福は比較的おだやかで湿気が多く、積雪が多いが、より寒く乾燥することもある。春は涼しく湿気が多く、秋は晴れて暖かい日が多い。

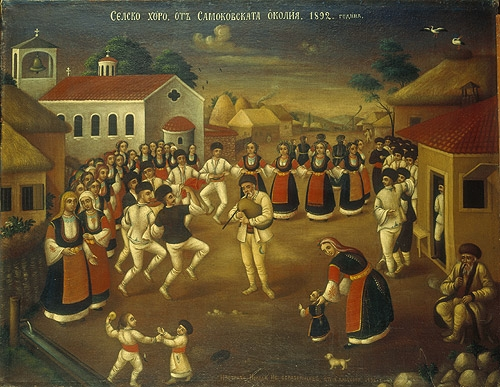
Nikola Obrazopisovが描いたСелско хоро от Самоковска околия

| 月                     | 1月           | 2月           | 3月          | 4月          | 5月         | 6月         | 7月         | 8月         | 9月         | 10月        | 11月        | 12月          | 年            |
| ---------------------- | ------------- | ------------- | ------------ | ------------ | ----------- | ----------- | ----------- | ----------- | ----------- | ----------- | ----------- | ------------- | ------------- |
| 最高気温記録 °C （°F） | 15.7 (60.3)   | 18.9 (66)     | 27.4 (81.3)  | 26.4 (79.5)  | 30.4 (86.7) | 32.8 (91)   | 34.4 (93.9) | 36.8 (98.2) | 34.5 (94.1) | 30.1 (86.2) | 25.3 (77.5) | 19.6 (67.3)   | 36.8 (98.2)   |
| 平均最高気温 °C （°F） | 2.1 (35.8)    | 4.2 (39.6)    | 8.7 (47.7)   | 15.3 (59.5)  | 20.1 (68.2) | 22.8 (73)   | 25.5 (77.9) | 25.7 (78.3) | 20.9 (69.6) | 15.2 (59.4) | 9.1 (48.4)  | 3.9 (39)      | 14.5 (58.1)   |
| 日平均気温 °C （°F）   | −2.5 (27.5)   | −0.8 (30.6)   | 3.5 (38.3)   | 9.2 (48.6)   | 13.9 (57)   | 17.2 (63)   | 19.1 (66.4) | 19.2 (66.6) | 14.7 (58.5) | 10.0 (50)   | 4.3 (39.7)  | −0.9 (30.4)   | 8.9 (48)      |
| 平均最低気温 °C （°F） | −6.1 (21)     | −4.8 (23.4)   | −1.8 (28.8)  | 3.1 (37.6)   | 7.6 (45.7)  | 10.5 (50.9) | 11.7 (53.1) | 11.5 (52.7) | 8.5 (47.3)  | 4.6 (40.3)  | −0.5 (31.1) | −4.6 (23.7)   | 3.3 (37.9)    |
| 最低気温記録 °C （°F） | −28.3 (−18.9) | −24.8 (−12.6) | −19.2 (−2.6) | −10.4 (13.3) | −2.7 (27.1) | 0.4 (32.7)  | 2.9 (37.2)  | 1.1 (34)    | −4.7 (23.5) | −7.4 (18.7) | −14.7 (5.5) | −23.6 (−10.5) | −28.1 (−18.6) |
| 降水量 mm （inch）     | 45 (1.77)     | 37 (1.46)     | 43 (1.69)    | 61 (2.4)     | 82 (3.23)   | 89 (3.5)    | 67 (2.64)   | 46 (1.81)   | 48 (1.89)   | 52 (2.05)   | 52 (2.05)   | 48 (1.89)     | 670 (26.38)   |
| 出典1：Stringmeteo.com |               |               |              |              |             |             |             |             |             |             |             |               |               |
| 出典2：Meteo.BG        |               |               |              |              |             |             |             |             |             |             |             |               |               |

## 命名
南極地域のサウス・シェトランド諸島にあるリヴィングストン島のサモコフ丘(Samokov Knoll)は、この町の名前に因んで命名された。

## 著名な人物
- Mary Haskell (1869年-1953年) - アメリカ合衆国の宣教師
- Isaac Alcalay (1882年-1978年) - ユーゴスラビア王国の首席ラビ
- Victor Shem-Tov (1915年-2014年) - イスラエルの政治家
- Petar Popangelov (1959年-) - アルペンスキー選手
- Vladimir Zografski (1993年-) - スキージャンプ選手、ジュニア世界チャンピオン

## ギャラリー

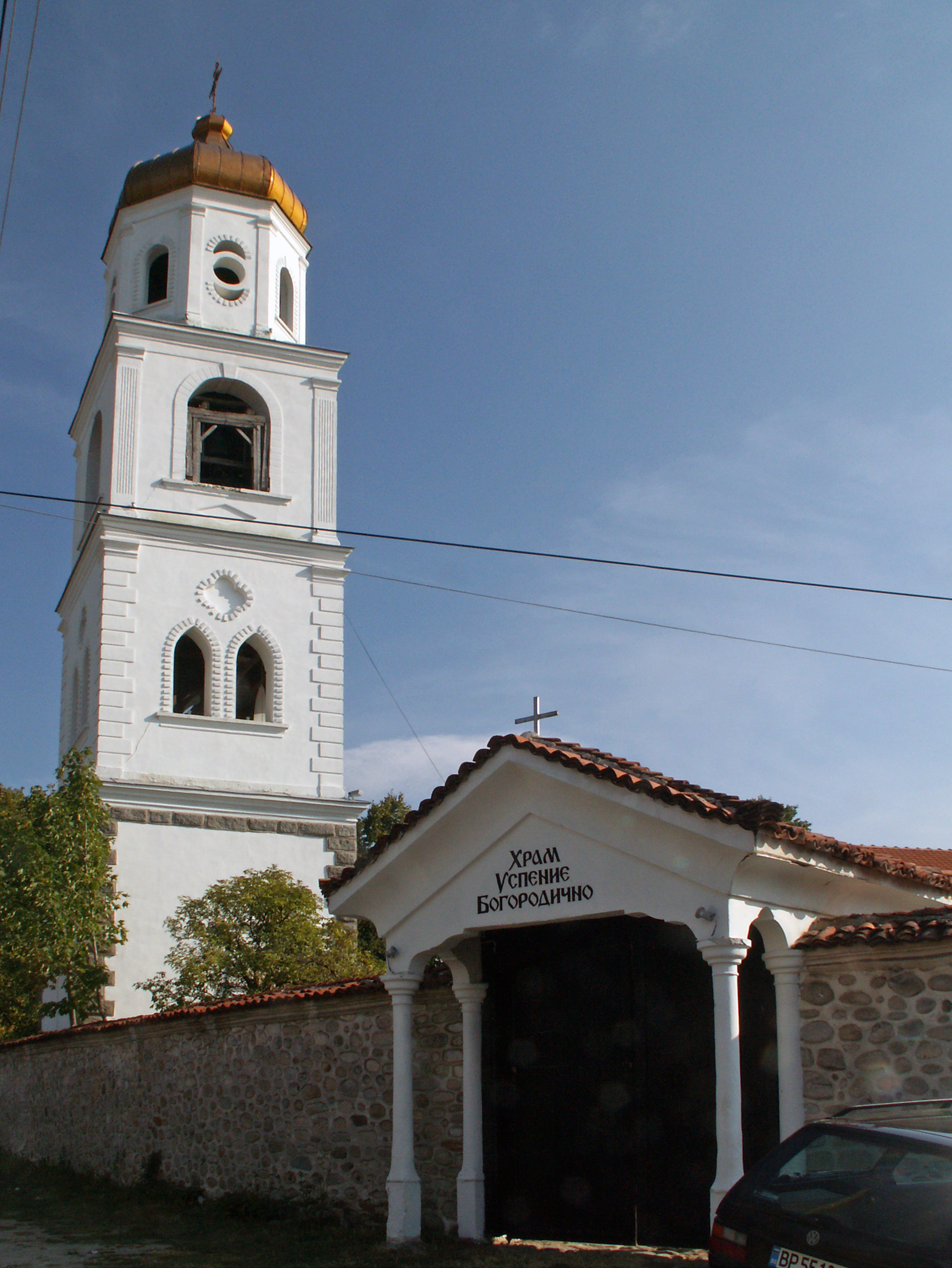
生神女就寝教会
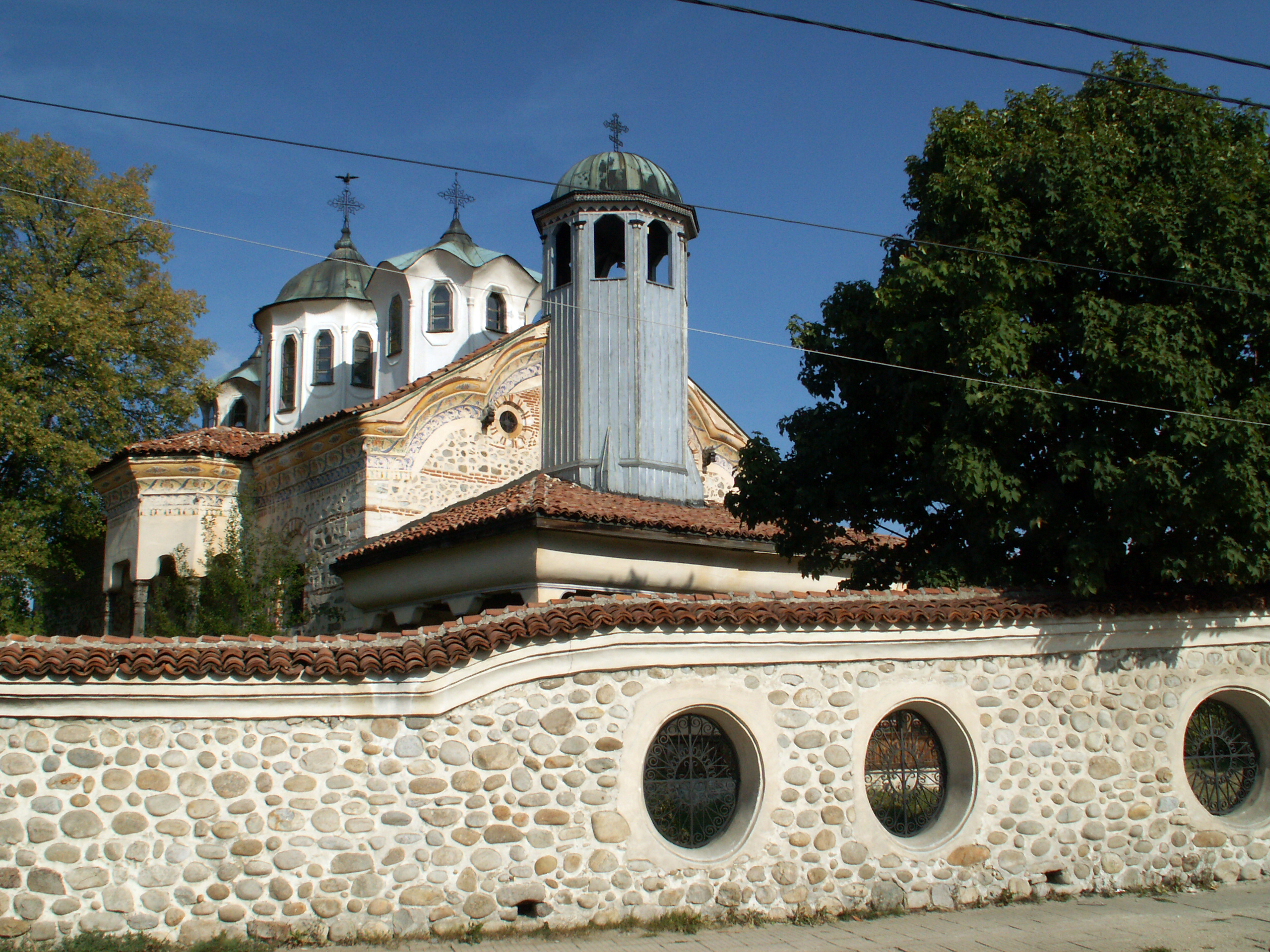
1861年設立の聖ニコラス教会
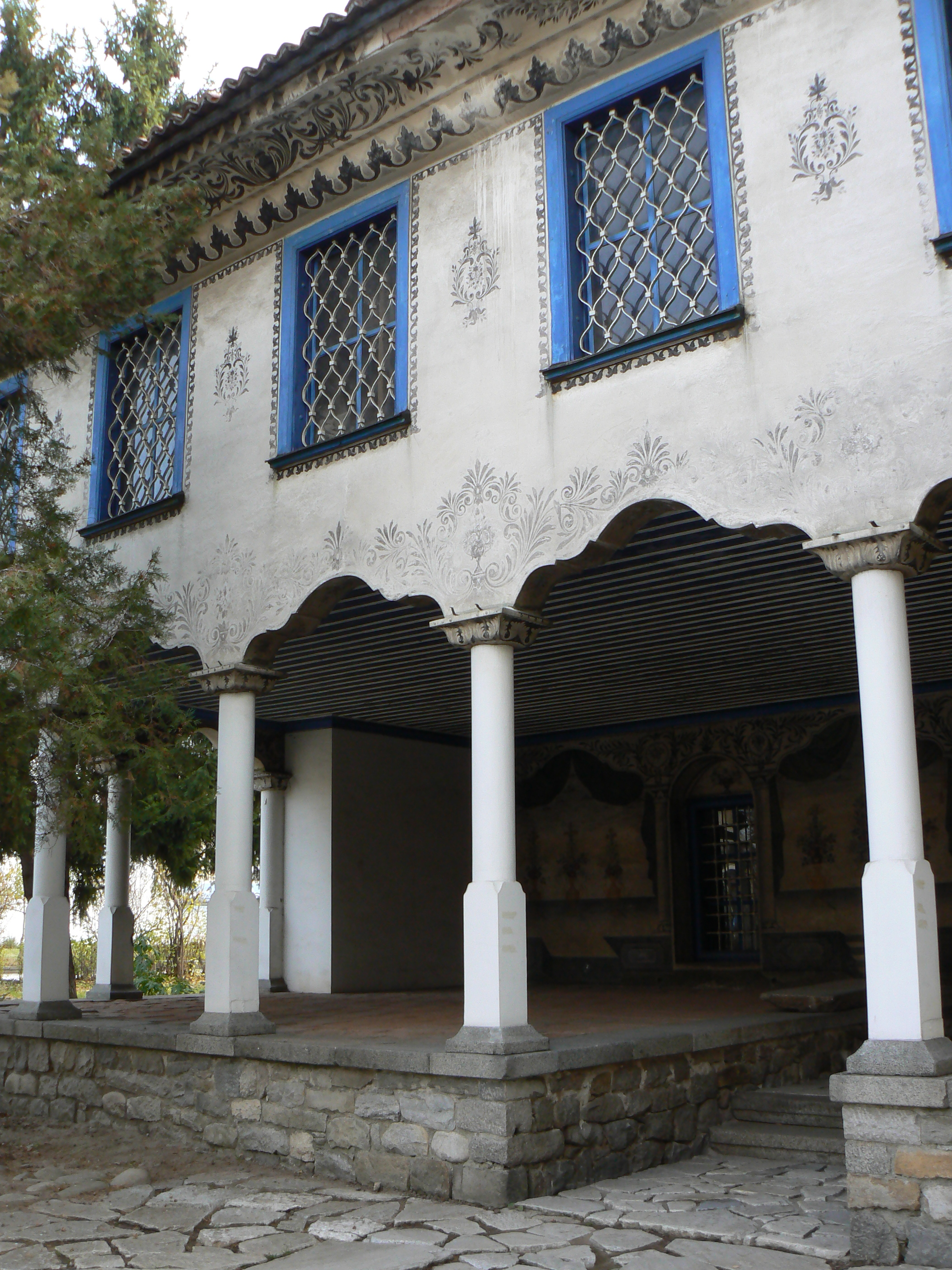
バイラクルモスク
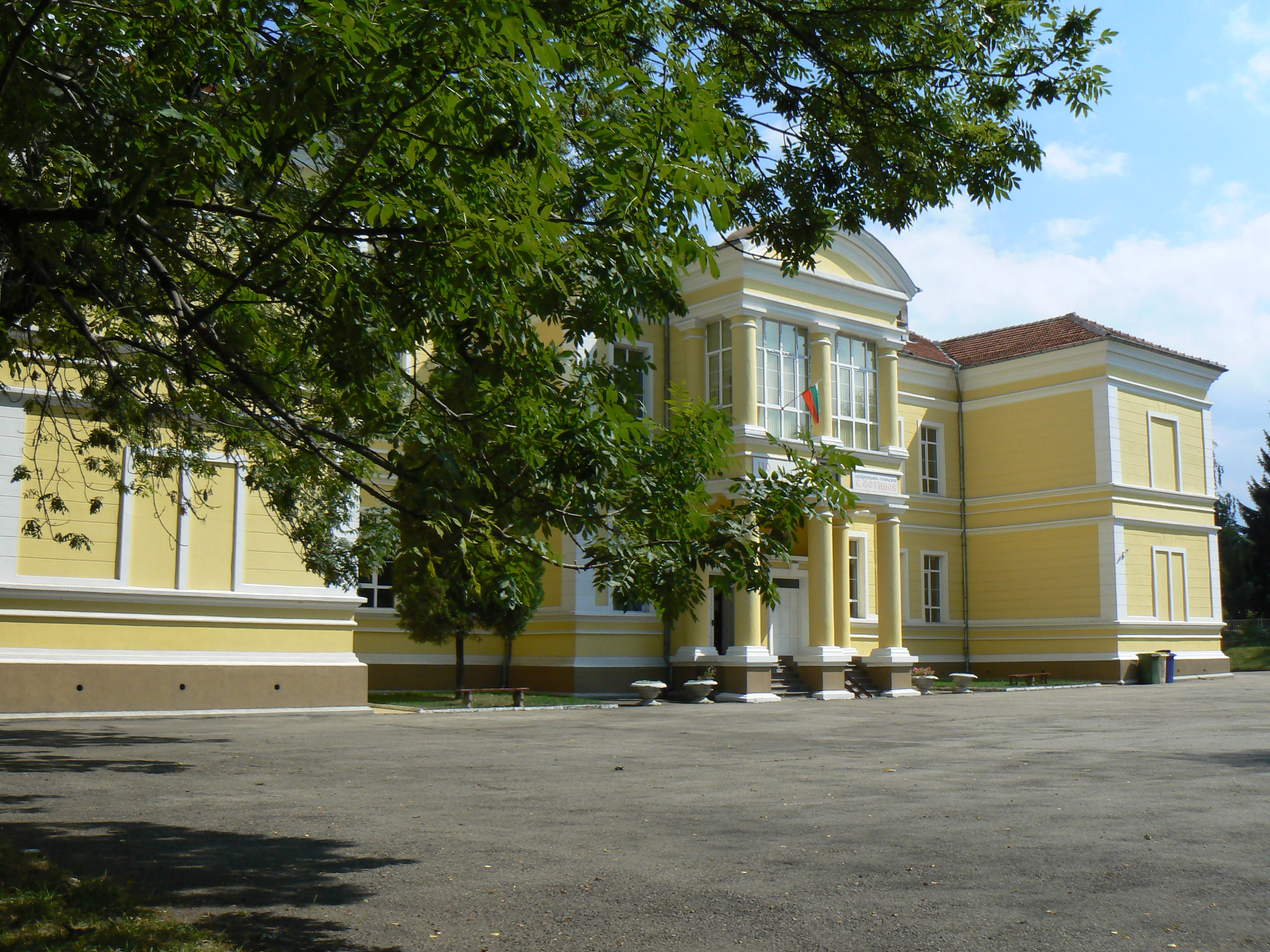
学校
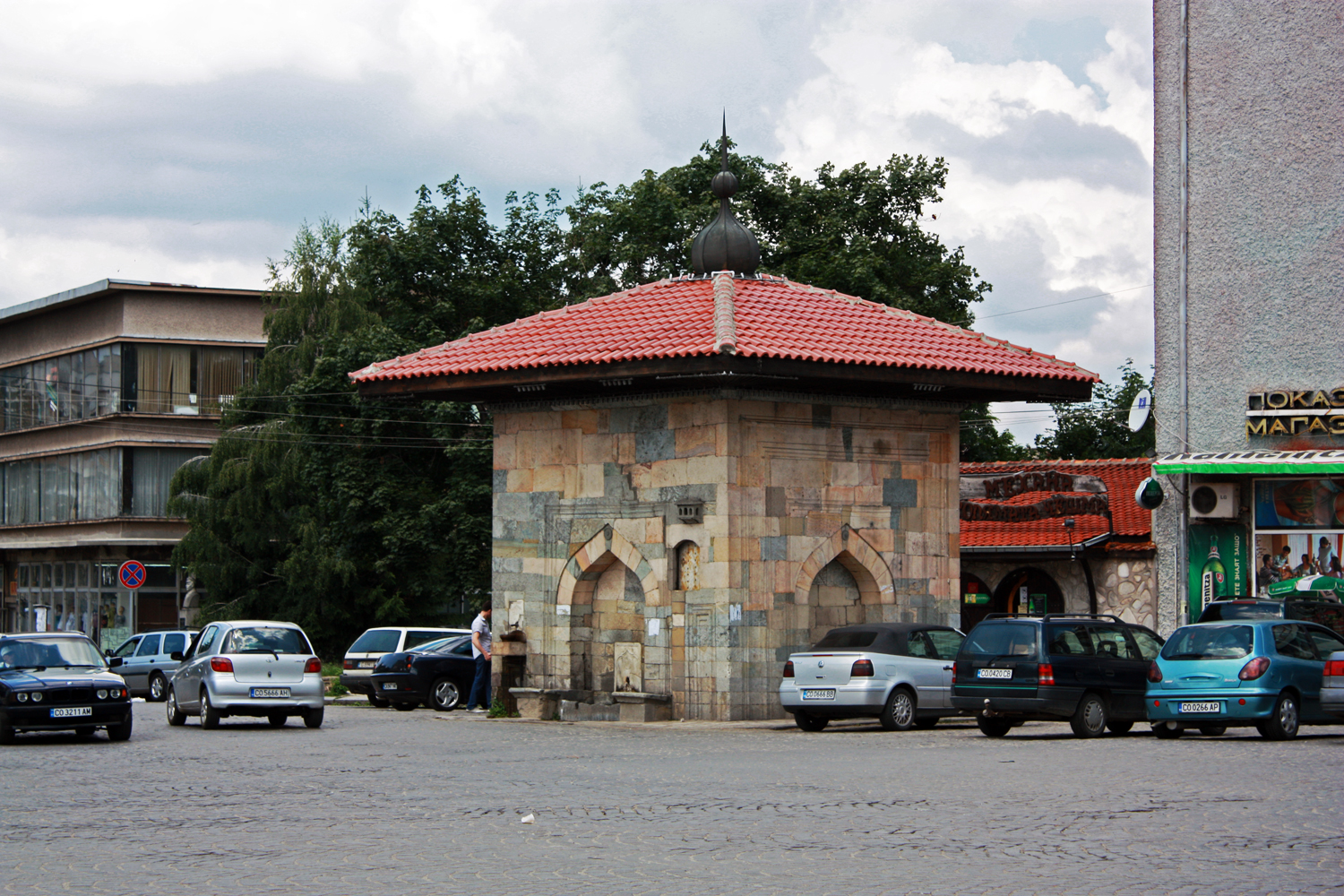
1660年設立のムーア様式の噴水